# Yên vương Hỉ
Yên vương Hỉ (chữ Hán: 燕王喜; trị vì: 254 TCN-222 TCN), tên thật là Cơ Hỉ, là vị vua thứ 44 hoặc 45 và là vị vua cuối cùng của nước Yên - chư hầu nhà Chu trong lịch sử Trung Quốc.
Ông là con của Yên Hiếu vương, vua thứ 43 của nước Yên. Năm 255 TCN, Hiếu vương mất, Cơ Hỉ lên nối ngôi.

## Chiến tranh với nước Triệu
Yên vương Hỷ dùng Lật Phúc làm tướng quốc. Nước Triệu vừa thất bại trước Tần trong trận Trường Bình, 40 vạn quân Triệu bị giết nên bị suy yếu. Năm 251 TCN, ông sai Lật Phúc đi sứ nước Triệu, tặng Triệu Hiếu Thành vương 500 lạng vàng để kết liên minh cùng chống Tần. Khi trở về, Lật Phúc khuyên ông nên đánh chiếm nước Triệu vì trai tráng nước Triệu đã chết gần hết trong trận Trường Bình, chỉ còn trẻ con và người già yếu.
Yên vương Hỷ mang việc đó hỏi Nhạc Gian (con Nhạc Nghị). Nhạc Gian phản đối, vì cho rằng nước Triệu nằm giữa thiên hạ, luôn phải phòng bị nên dân nước này quen việc chiến tranh, không thể đánh được. Yên vương Hỷ không nghe Nhạc Gian, chia quân làm 2 đường, sai Lật Phúc tấn công đất Cao, còn Khánh Tần và Nhạc Gian đánh đất Đại.
Nước Triệu sai Liêm Pha và Nhạc Thừa ra chống cự. Liêm Pha đánh tan quân Yên, giết chết Lật Phúc, còn Nhạc Thừa cũng phá Khánh Tần ở đất Đại, bắt sống Khánh Tần và Nhạc Gian.
Năm 250 TCN, quân Triệu thừa thắng tiến sang đất Yên. Liêm Pha truy đuổi 500 dặm, tiến vào nước Yên, vây hãm kinh đô Kế thành. Yên vương Hỷ sợ hãi, cử Tương Cừ làm tướng quốc mới, ra điều đình với quân Triệu. Tương Cừ nói với Liêm Pha xin giảng hòa, Liêm Pha mới rút quân.
Năm 249 TCN, Triệu Hiếu Thành vương lại sai Nhạc Thừa vây đánh nước Yên. Sang năm 248 TCN, vua Triệu lại sai Nhạc Thừa đánh Yên, và đến năm sau lại hợp binh với nước Ngụy cùng đánh Yên. Yên vương Hỷ phải cắt đất xin giảng hòa, quân Triệu mới rút lui.
Năm 247 TCN, Yên vương Hỷ và Triệu Hiếu Thành vương đổi đất cho nhau: Yên giao cho Triệu đất Cát, Vũ Dương và Bình Thư, còn Triệu giao cho Yên đất Long Đoái, Phân Môn, Lân Nhạc.
Năm 243 TCN, nước Yên lại bị Triệu tấn công. Tướng Lý Mục của Triệu chiếm đất Vũ Toại và Phương Thành nước Yên.
Năm 242 TCN, Yên vương Hỷ dùng người nước Triệu là Kịch Tân làm tướng. Kịch Tân đề nghị ông đánh Triệu, vì Liêm Pha đã bị cách chức, bỏ nước Triệu sang nước Sở. Yên vương Hỷ nghe theo, sai Kịch Tân cầm quân đánh Triệu. Tướng Triệu là Bàng Noãn mang quân ra chống Yên. Quân yên lại bại trận, bị giết 2 vạn người, bản thân tướng Kịch Tân bị bắt và bị giết.
Năm 236 TCN, quân Triệu lại sang đánh Yên, chiếm thành Ly Dương. Nước Yên liên tiếp thua trận và mất đất, ngày một suy yếu.

## Nỗ lực chống Tần
Năm 241 TCN, do sự huy động của Bàng Noãn, Yên vương Hỷ hưởng ứng hợp tung chống nước Tần, sai tướng cùng mang quân hợp binh với các nước Triệu, Ngụy, Sở tấn công đất Loát nước Tần. Nhưng liên quân không thắng được quân Tần, phải rút lui. Nước Tần đã đánh lấn sang phía đông, chiếm được rất nhiều đất đai của các nước liền kề là Hàn, Triệu, Sở, Ngụy. Nước Tề theo đuổi chính sách liên hoành với Tần, không cứu các nước khác. Nước Yên tuy ở xa nhưng qua chiến trận với Triệu nhiều năm bị thua thiệt, thế lực cũng rất yếu.
Năm 232 TCN, thái tử Yên Đan phải làm con tin ở nước Tần trốn được về nước, dốc lòng chống Tần. Hai năm sau (230 TCN), Tần vương Chính diệt nước Hàn. Hai năm sau nữa (228 TCN) Tần lại diệt nước Triệu. Anh Triệu U Mục vương là Triệu Gia chạy lên phía bắc giữ đất Đại, tự xưng là Đại vương, liên hợp với nước Yên để cùng chống Tần.
Quân Tần đã đến gần Dịch Thủy gần bờ cõi nước Yên. Thái tử Đan lo lắng, tìm cách kết nạp nuôi dưỡng tráng sĩ để mưu giết vua Tần. Trong số các tráng sĩ, nổi tiếng nhất là Kinh Kha người nước Vệ. Tướng Phàn Ư Kỳ nước Tần vì phản lại Tần vương Chính không thành cũng đến nương nhờ thái tử Đan. Kinh Kha nhận lời đi giết Tần vương Chính.
Năm 227 TCN, Kinh Kha lên đường sang nước Tần, Phàn Ư Kỳ tự vẫn để Kinh Kha mang đầu nộp Tần vương, nhằm có cớ tiếp cận Tần vương. Thái tử Đan giao cho Kinh Kha một lưỡi chủy thủ giấu vào trong tấm địa đồ Đốc Cương, theo mưu kế bày sẵn, Kinh Kha đến dâng đầu phản tướng Phàn Ư Kỳ và địa đồ Đốc Cương để đến gần vua Tần, thừa cơ hành thích.
Tuy nhiên, việc hành thích của Kinh Kha thất bại. Kinh Kha đâm trượt vua Tần, cuối cùng bị giết.
Tần vương Chính căm giận nước Yên, dốc quân đánh Yên. Trong năm 227 TCN, các tướng Tần là Vương Tiễn và Tân Thắng tiến quân đến nước Yên. Đại vương Gia ra quân, hợp sức với quân Yên cùng chống Tần. Hai bên đánh nhau 3 trận phía tây sông Dịch không phân thắng bại.

## Dời đô và mất nước
Năm 226 TCN, Tần vương Chính sai con Vương Tiễn là Vương Bí mang quân tiếp viện cho Vương Tiễn. Có thêm quân, Vương Tiễn đánh bại liên quân Yên – Đại. Quân Tần tiến vào kinh thành Kế. Yên vương Hỉ sợ hãi, phải bỏ Kế đô chạy sang Liêu Đông. Để tạ tội với nước Tần, Yên vương Hỉ phải giết thái tử Đan, chặt đầu sai người mang nộp cho Tần vương Chính.
Tần vương tạm hoãn đánh Yên. Năm 225 TCN, Tần vương Chính diệt Ngụy rồi đánh Sở. Năm 223 TCN, Tần diệt Sở. Sang năm 222 TCN, Tần vương sai con Vương Tiễn là Vương Bí mang quân tấn công Liêu Đông – căn cứ cuối cùng của nước Yên. Quân Tần vượt sông Áp Lục đánh vào Bình Nhưỡng. Yên vương Hỉ không chống nổi, bị quân Tần bắt làm tù binh và phế truất làm dân thường. Ông ở ngôi được 33 năm, không rõ sau này mất năm nào.
Từ đó nước Yên diệt vong. Tính từ Triệu công Thích thụ phong đất Yên đến Yên vương Hỷ, tổng cộng nước Yên truyền được 46 đời vua, khoảng 900 năm. Nếu không tính Triệu công Thích và Tử Chi, nước Yên gồm có 44 vua, xưng vương được 102 năm.